# 屋久島町立宮浦小学校
屋久島町立宮浦小学校（やくしまちょうりつ みやうらしょうがっこう）は、鹿児島県熊毛郡屋久島町にある公立小学校。通称は宮小（みやしょう）。

## 概要
当校は屋久島の北北東の海岸に面したところにあり、宮之浦、楠川、椨川の3つの地区が校区である。校区は東西に長く、東側の椨川まで5km、西側の深川まで2kmにおよぶ。楠川・椨川・深川の児童はスクールバスで通学している。
宮之浦川河口には，屋久島の玄関である宮之浦港があり，鹿児島航路（１２０ｋｍ）のほか種子島の島間，口永良部島に通う町営船も発着し，海上輸送・観光ルートの拠点として発展している。
校区には屋久島町役場宮之浦出張所をはじめ、森林環境保全センター、郵便局、銀行、法務局、簡易裁判所などの官公庁などがある。また、文教施設として屋久島離島開発総合センター、歴史民俗資料館、中央公民館、屋久島環境文化村センターなどがあり、中央中学校とは隣接している。

## 沿革
- 1875年（明治8年）2月5日 - 宮之浦小学と称し、番所を校舎にあてて開校[2][3]。
- 1886年（明治19年） - 宮浦尋常小学校に改称[4]。
- 1889年（明治22年）2月 - 脇町に校舎を移転[4]。
- 1899年（明治32年） - 補習科を開設[5]。
- 1901年（明治34年） - 高等科を開設[6]。
- 1908年（明治41年）4月 - 現在地へ移転[4]。
- 1939年（昭和14年） - 宮之浦川上流に家庭教育場を開設[7]。
- 1941年（昭和16年）
  - 4月1日 - 国民学校令の施行により、宮浦国民学校に改称[8][3]。
  - 家庭教育場を岳分校と改め、正式認可する[9]。
- 1947年（昭和22年）5月1日 - 学制改革により、宮浦小学校に改称[10]。
- 1957年（昭和32年）8月 - 校章バッジを制定[4]。
- 1958年（昭和33年）6月 - ピアノ購入
- 1959年（昭和34年）8月 - 校旗を制定[4]。
- 1962年（昭和37年）5月22日 - 完全給食を開始[3]。
- 1965年（昭和40年）7月7日 - 鉄筋コンクリート造の新校舎を落成[3]。
- 1967年（昭和42年）
  - 1月 - 特殊教室（杉の子）を開設[4]。
  - 12月 - 水泳プールを落成[4]。
- 1968年（昭和43年）3月 - 用務員室完成
- 1969年（昭和44年）
  - 3月10日 - 校歌を制定（作詞作曲：久保けんお）[3]。
  - 3月20日 - 新校舎を落成[3]。
  - 5月 - 新校舎完成、学校プール落成祝賀会ならびに校歌発表会を開催[4]。
- 1971年（昭和46年）12月 - 制服を制定（翌年度より着用）[4]。
- 1973年（昭和48年）4月1日 - 楠川小学校と統合[3]。
- 1974年（昭和49年）3月 - 音楽室・家庭科室完成。
- 1975年（昭和50年）2月 - 創立100周年記念式典を開催[4]。
- 1980年（昭和55年）
  - 3月25日 - 新体育館を落成[3]。
  - 11月 - 日本PTA連合会より全国表彰を受ける[4]。
- 1981年（昭和56年）4月1日 - 校訓「知恵出せ・汗出せ・力出せ」を制定[3]。
- 1982年（昭和57年）3月 - 観察池を設置[4]。
- 1989年（平成元年）
  - 8月 - カヌークラブが種子島屋久島海峡リレー横断を実施[4]。
  - 8月 - 2号校舎内装・外装完成
- 1990年（平成2年）8月 - 多目的ホール等１号校舎内装完成
- 1994年（平成6年）11月 - 飼育舎完成
- 1995年（平成7年）
  - 2月 ‐ 創立120周年記念式典を開催
  - 3月15日 - 新プールを落成[3]。
- 1996年（平成8年）8月12日 - 2階渡り廊下完成
- 1999年（平成11年）3月 - 滑り台，雲梯遊具設置
- 2000年（平成12年）9月 - おやじの会を発足[3]。
- 2007年（平成19年）10月1日 - 町合併により屋久島町が発足。それにより「屋久島町立宮浦小学校」へ改称[3]。
- 2008年（平成20年）4月 - 学校評価 文部科学省指定[3]。
- 2009年（平成21年）12月 - 校庭東側にフェンス設置、１号校舎雨漏り工事
- 2010年（平成22年）
  - 3月 - パソコン設置
  - 8月 - 第47回南日本硬筆展にて学校賞を受賞[3]。
- 2011年（平成23年）6月 - ひまわり学級にトイレ及びシャワー設置
- 2012年（平成24年）12月 - 県PTA委嘱研究公開
- 2014年（平成26年）1月 - 校舎の耐震工事及び外壁塗装を実施[4]。
- 2019年（令和元年）5月 - 屋久島町立中央中学校・県立屋久島高等学校・平和町と連携し、避難訓練（津波対策）を実施[4]。
- 2020年（令和2年）8月 - 児童用洋式トイレ増設
- 2021年（令和3年）8月 - 児童用洋式トイレ増設
- 2022年（令和4年）12月 - 九州ブロックPTA協議会表彰
- 2023年（令和5年）
  - 1月 - 山尾三省記念オリオン三星賞最優秀賞
  - 11月 - 公益財団法人日本PTA全国協議会より表彰を受ける[4]。
- 2024年（令和6年）4月 - おやじの会を宮浦小盛り上げ隊に名称変更
- 2025年（令和7年）2月8日 - 創立150周年記念式典を開催[11]。

## アクセス
- 種子島・屋久島交通およびまつばんだ交通バス「宮浦小前」停留所から徒歩すぐ

## 周辺
- 屋久島町立中央中学校
- 鹿児島県立屋久島高等学校
- 宮之浦港
- 益救神社
- 白谷雲水峡